# Bole (Xinjiang)
Bole (博乐市S) o Börtala è una città-contea della Cina, situata nella regione autonoma di Xinjiang e amministrata dalla prefettura autonoma mongola di Börtala.